# Тристански албатрос
Тристански албатрос (Diomedea dabbenena) е вид птица от семейство Албатросови (Diomedeidae). Видът е критично застрашен от изчезване.

## Разпространение и местообитание
Разпространен е в Ангола, Аржентина, Бразилия, Намибия, Света Елена, Възнесение, Тристан да Куня, Уругвай и Южна Африка.